# Basilique Santa Pudenziana
La basilique Santa Pudenziana (en français église Sainte-Pudentienne) est une basilique mineure située dans le rione de Monti sur la via Urbana à Rome. Elle est dédiée à la sainte romaine Pudentienne, sœur de Praxède et filles de saint Pudens.
Au cœur de l'abside, une des plus anciennes représentations de la croix est une mosaïque de la fin du IVe siècle. 

## Historique
Cette église a longtemps été considérée comme l'une des plus anciennes de Rome, construite sur la domus de Pudens, fondateur historique du titulus portant son nom et père légendaire des deux sœurs fictives Pudentienne et Praxède. Divers travaux contestés émettent l'hypothèse que les fondations de l'église remontent au IIe siècle. Au IVe siècle, une église provisoire aurait été édifiée, dont l'aménagement est peut-être terminé sous Sirice, qui fut reconstruite lors de la décision du synode de 499 et à laquelle a été alloué le titre cardinalice de Sainte Pudentienne. C'est sur le site de l'église qu'a eut lieu en 595 le miracle eucharistique de Rome en présence de Grégoire le Grand alors qu'il célèbre la messe.
Le campanile de l'église actuelle date du XIIIe siècle et d'importants travaux de restructuration ont été réalisés en 1588. La façade de l'église a été restaurée en 1870 par le cardinal Lucien-Louis Bonaparte, alors titulaire du titre.
L'église est devenue église nationale des Philippines.

## Architecture et ornementation

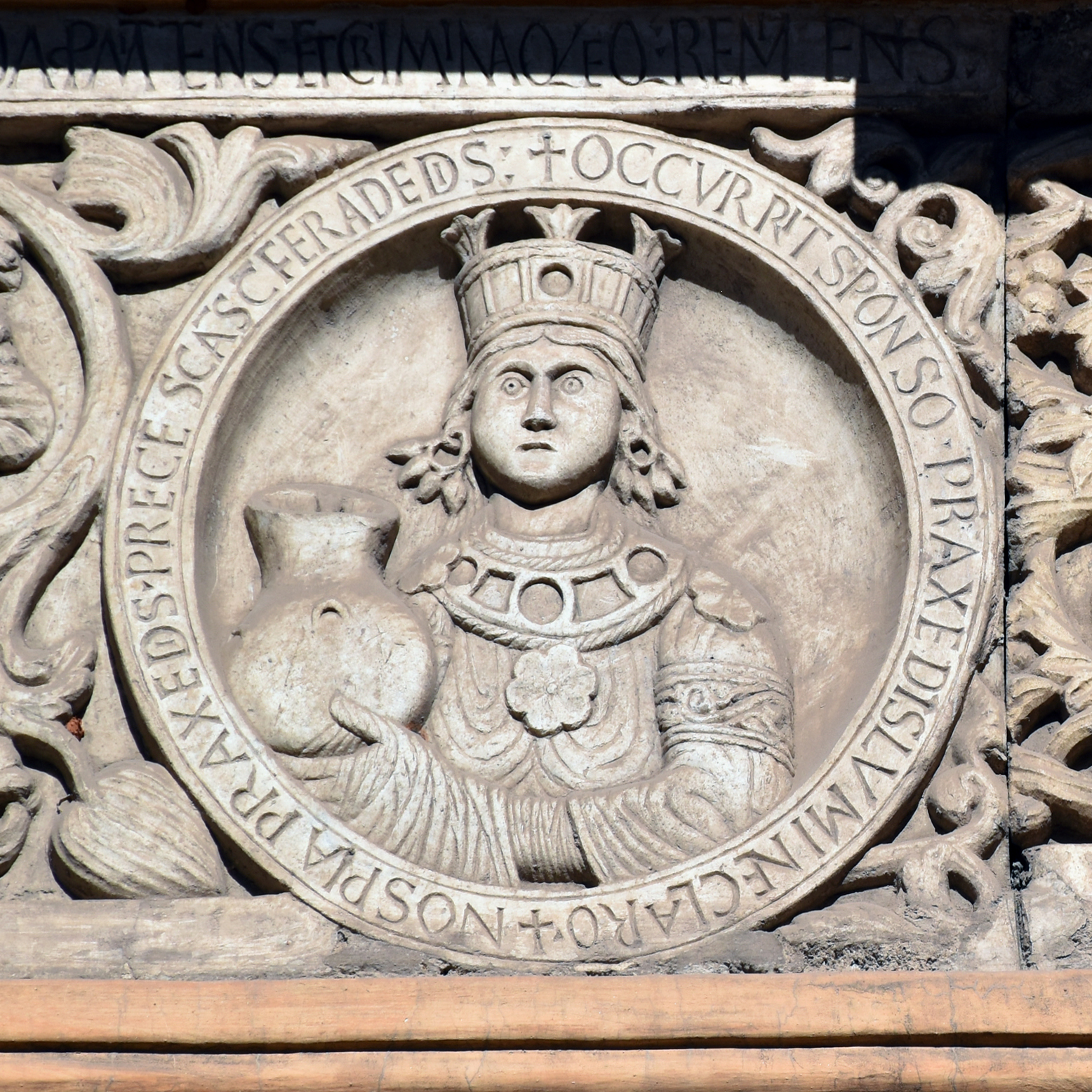
Sainte Praxède. Portail Santa Pudenziana.
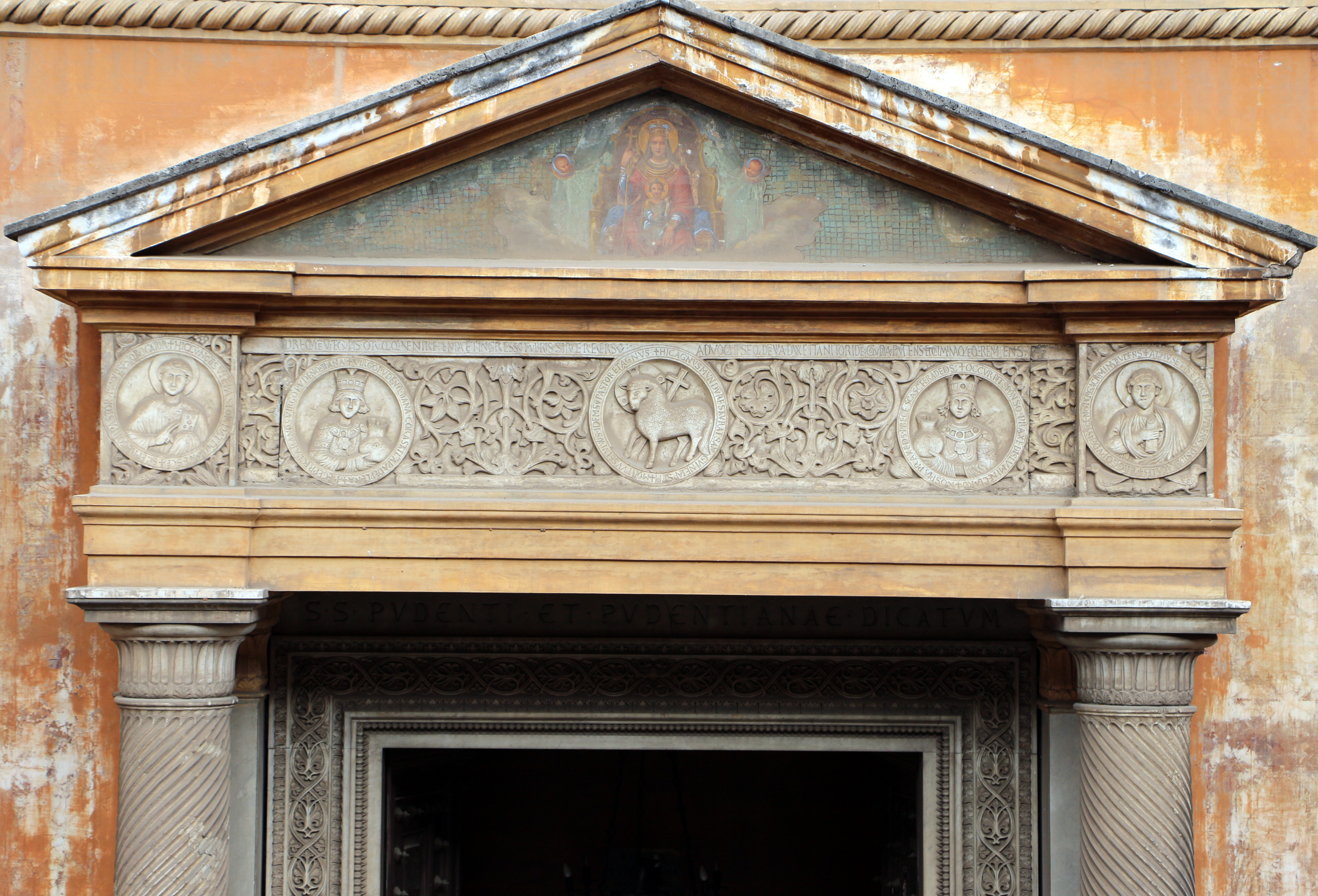
Détail du portail.
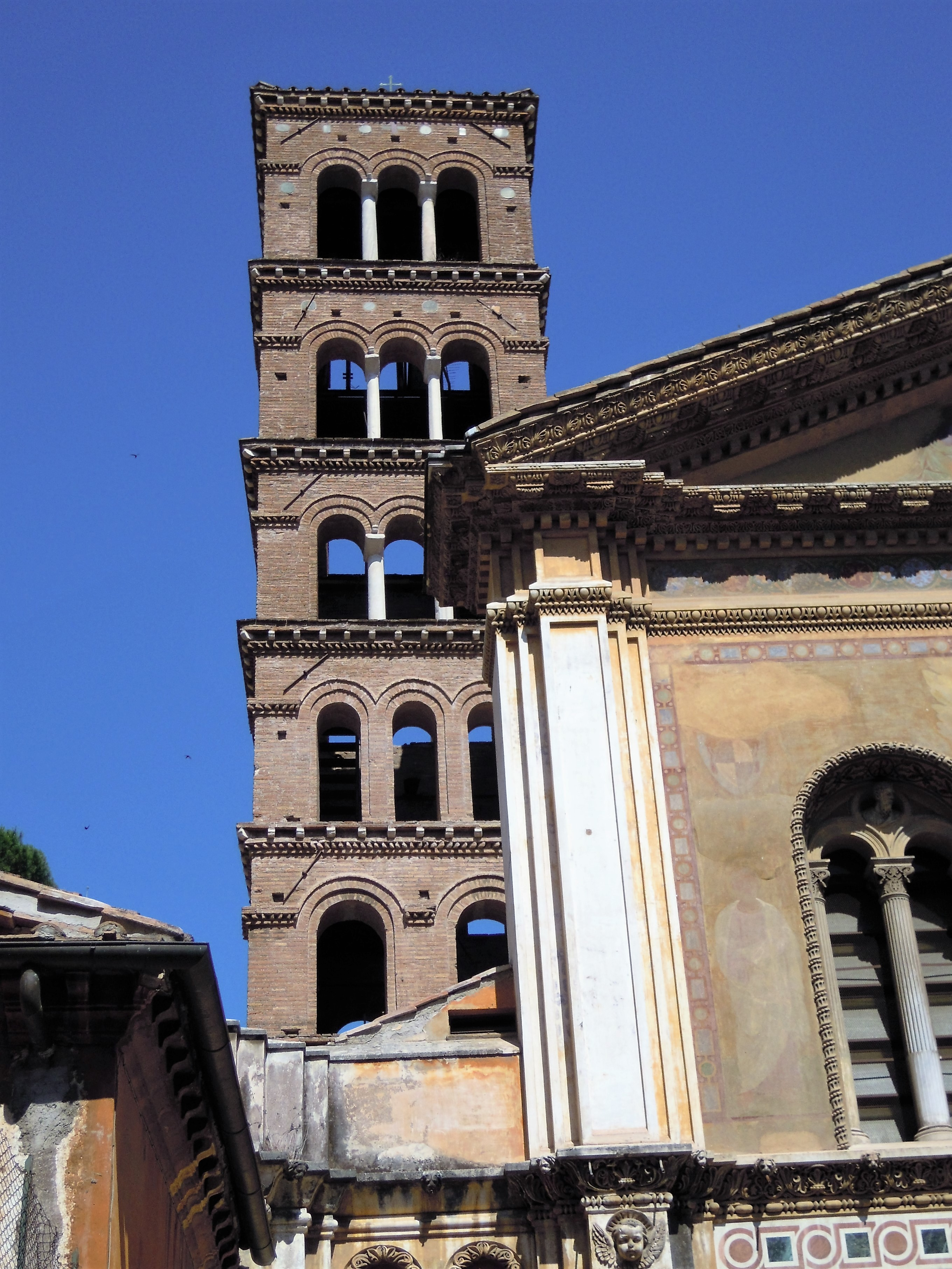
Campanile.
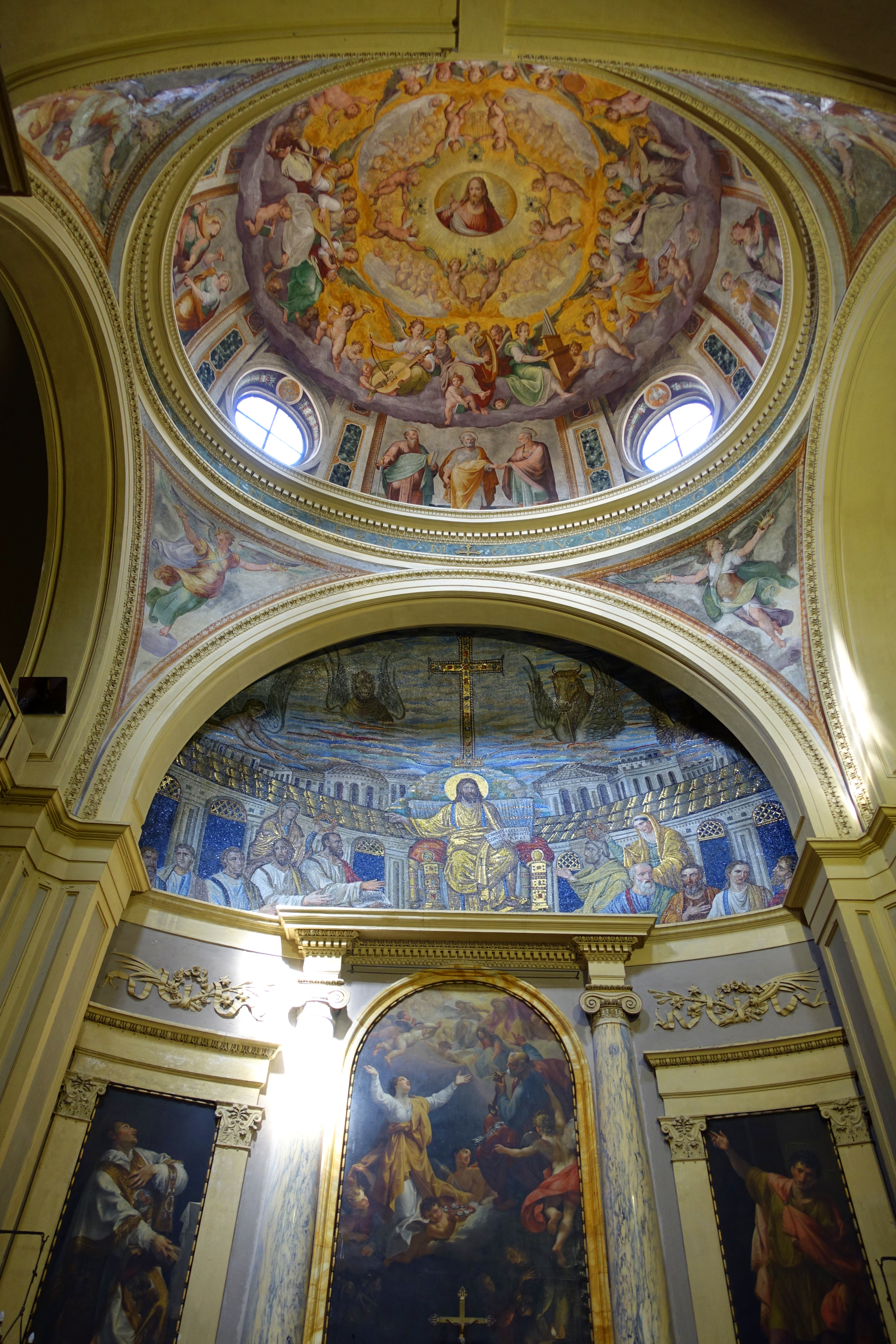
Dome. Santa Pudenziana.
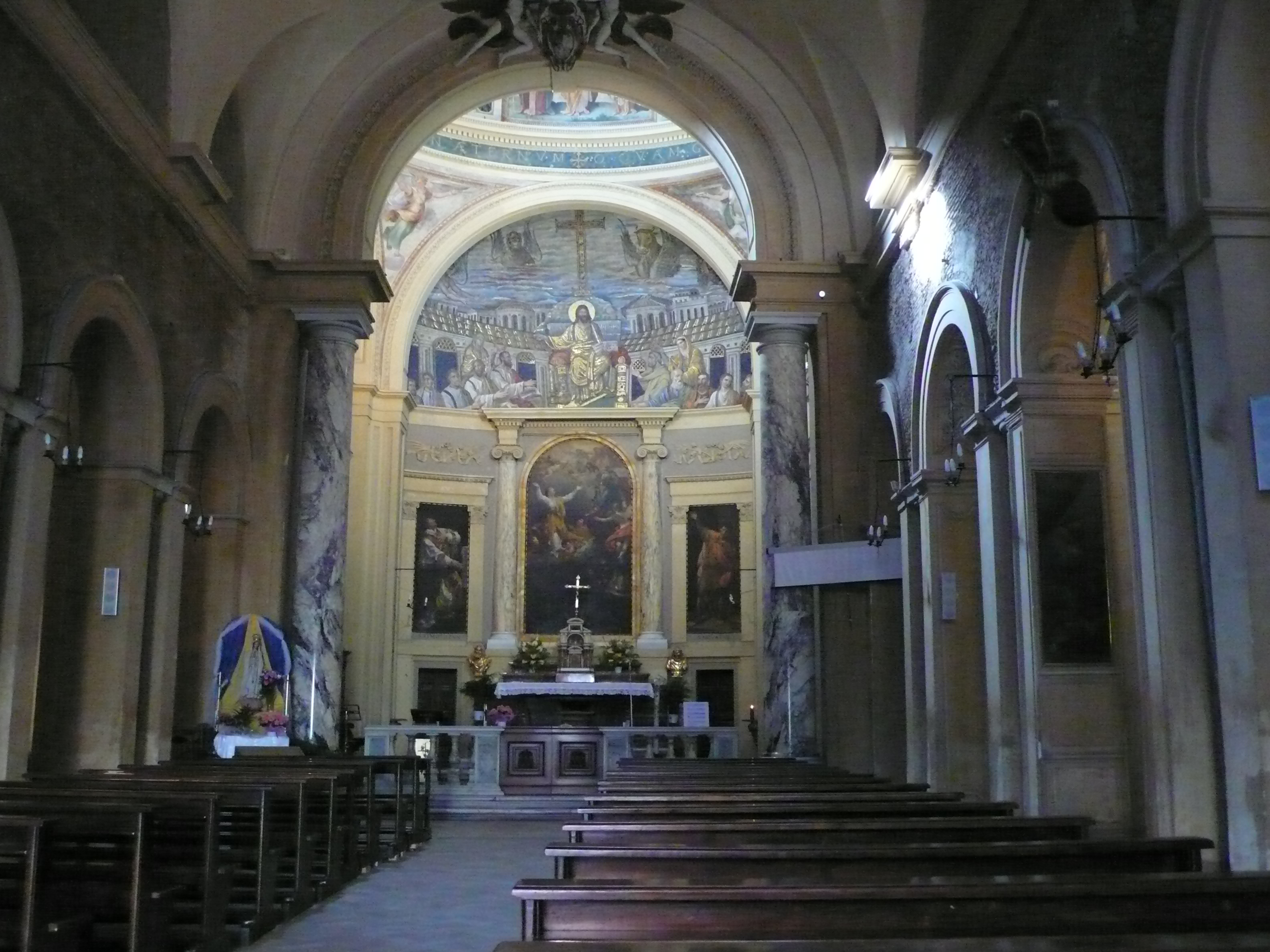
Vue de la nef.
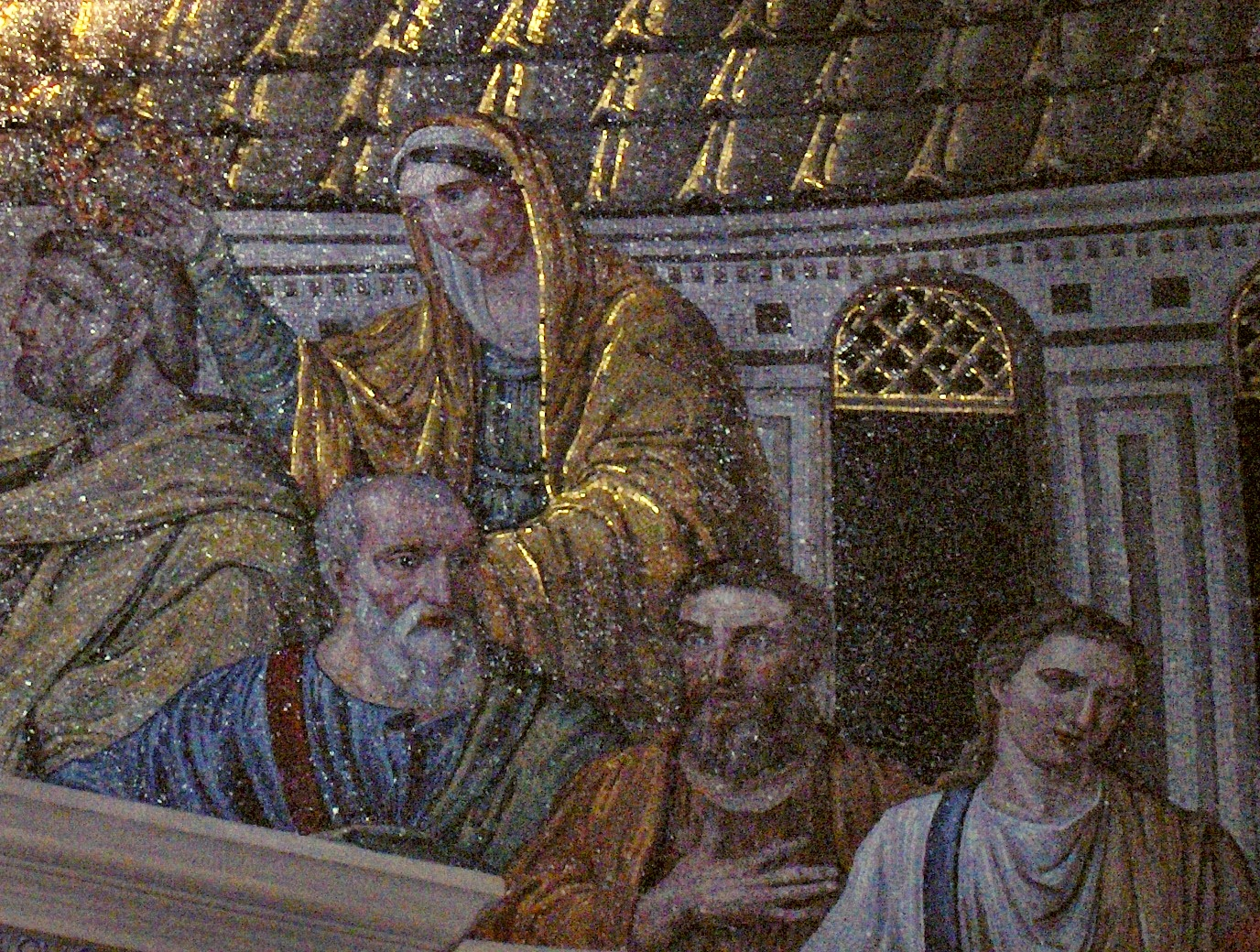
Mosaïques de Pudentienne.

Le cardinal Ranulphe de Selve (1351-1382) est inhumé dans la basilique, ainsi que le cardinal Lucien-Louis Bonaparte (1828-1895).

### Représentation de la croix

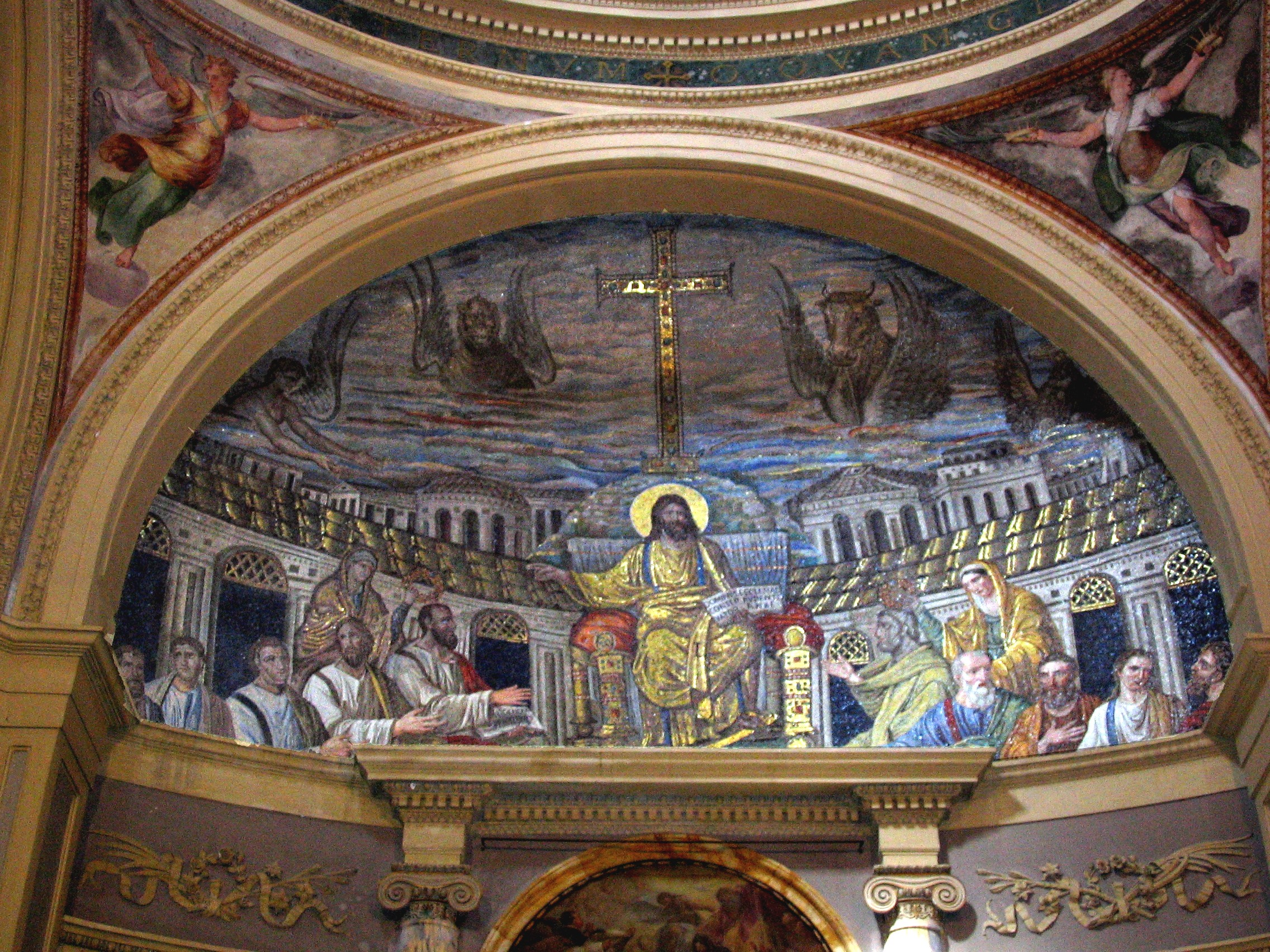
Mosaïques abside.

L'une des plus anciennes représentations de la croix est une mosaïque (abside) de la fin du IVe siècle, qui se trouve dans l'église Sainte-Prudentienne de Rome. Elle ressemble à un bijou d'or serti et orné de pierres précieuses : on dit qu'elle reproduisait la croix votive que Constantin Ier (empereur romain) avait fait dresser à l'endroit où sa mère avait découvert la vraie croix.
La croix se dresse sur une colline. Dans le ciel, on retrouve les symboles des quatre Évangélistes, l'aigle pour saint Jean, le taureau pour saint Luc, le lion pour saint Marc et l'homme pour saint Matthieu.
C’est progressivement que la croix va s’imposer comme symbole chrétien. Sa forme est d’abord épurée. Le corps du crucifié n’y figure pas. L’une des premières images de la crucifixion du Christ dans une perspective d’illustration de l’événement historique est une enluminure du VIe siècle, dans l’évangéliaire syriaque de Rabbula,.